# NGC 4900
NGC 4900 é uma galáxia espiral barrada (SBc) localizada na direcção da constelação de Virgo. Possui uma declinação de +02° 30' 04" e uma ascensão recta de 13 horas, 00 minutos e 39,0 segundos.
A galáxia NGC 4900 foi descoberta em 30 de Abril de 1786 por William Herschel.